# Liste der Pfarren im Dekanat Wels-Land
Das Dekanat Wels-Land war ein Dekanat der römisch-katholischen Diözese Linz. Es wurde 2021 aufgelöst und die Pfarren dem Dekanat Kremsmünster bzw. dem Dekanat Wels zugeordnet.

## Pfarren mit Kirchengebäuden und Kapellen
| Ort                  | Pfarrverband     | Ink.                   | Patrozinium           | Kirchengebäude und Kapellen                                                    | Bild                          |
| Bad Schallerbach     | Bad Schallerbach |                        | Hl. Maria von Lourdes | Pfarrkirche Bad Schallerbach Filialkirche Hl. Magdalena, Filialkirche Schönau  | Pfarrkirche Bad Schallerbach  |
| Buchkirchen          | Marchtrenk       | Kremsmünster (OSB)     | Hl. Jakobus           | Pfarrkirche Buchkirchen Filialkirche Mistelbach                                | Pfarrkirche Buchkirchen       |
| Gunskirchen          | Bad Schallerbach |                        | Hl. Martin            | Pfarrkirche Gunskirchen Filialkirche Fallsbach, Filialkirche Liedering         | Pfarrkirche Gunskirchen       |
| Holzhausen           | Marchtrenk       |                        | Hl. Vitus             | Pfarrkirche Holzhausen                                                         | Pfarrkirche Holzhausen        |
| Krenglbach           | Bad Schallerbach | Sankt Florian (CanReg) | Hl. Stephanus         | Pfarrkirche Krenglbach                                                         | Pfarrkirche Krenglbach        |
| Marchtrenk           | Marchtrenk       |                        | Hl. Stephanus         | Pfarrkirche Marchtrenk Alte Pfarrkirche Marchtrenk                             |                               |
| Pichl bei Wels       | Bad Schallerbach |                        | Hl. Martin            | Pfarrkirche Pichl bei Wels Filialkirche Unter-Irrach, Filialkirche Sulzbach    | Pfarrkirche Pichl bei Wels    |
| Schleißheim          | Thalheim         |                        | Hl. Gallus            | Pfarrkirche Schleißheim Schlosskapelle in Dietach                              | Pfarrkirche Schleißheim       |
| Steinhaus            | Thalheim         | Kremsmünster (OSB)     | Alle Heiligen Apostel | Pfarrkirche Steinhaus Filialkirche Taxlberg                                    | Pfarrkirche Steinhaus         |
| Thalheim bei Wels    | Thalheim         | Kremsmünster (OSB)     | Hl. Stephanus         | Pfarrkirche Thalheim bei Wels Filialkirche St. Ägyd, Filialkirche Schauersberg | Pfarrkirche Thalheim bei Wels |
| Wallern              | Bad Schallerbach | Sankt Florian (CanReg) | Hl. Florian           | Pfarrkirche Wallern an der Trattnach                                           | Pfarrkirche Wallern           |
| Weißkirchen bei Wels | Thalheim         | Kremsmünster (OSB)     | Mariä Himmelfahrt     | Pfarrkirche Weißkirchen an der Traun                                           | Pfarrkirche Weißkirchen       |

## Dekanat Wels-Land
Das Dekanat umfasste zwölf Pfarren.
Dechanten
- seit ? Slawomir Dadas